# Guillaume Mbakam Chougha
Guillaume Mbakam Chougha est un député et homme d'affaires camerounais.

## Biographie

### Enfance, éducation et débuts
Guillaume Mbakam Chougha est originaire de Bansoa.

### Carrière
Guillaume Mbakam Chougha est député de la Menoua au Parlement camerounais.
Il dirige l'entreprise Green Oil. En 2024, il se lance dans la production de carreaux pour revêtements de sols,,.